# Болгарський гусарський полк
Болгарський гусарський полк — назва двох гусарських військових формувань російської імператорської армії, що існували в 1759-1762 і 1776-1783 роках відповідно.

## Історія
1740 р. російська імператриця Анна Іванівна опублікувала прокламацію, адресовану всім сербам, болгарам і влахам, які жили у Священній Римській імперії. Нею вона заохочувала вступати в гусарські полки, які починали формуватися в російській армії. Подібний документ згодом видала російська цариця Катерина II. Ним вона заявила про готовність Росії надати усім християнським іммігрантам з Османської імперії жадану землю у межах Російської імперії. У той же час Колегія іноземних справ почала направляти на Балкани емісарів, які агітували за те, щоб місцеві жителі переїжджали на поселення в Росію. Усі, хто обрав шлях переселення, здебільшого оселялися на південних рубежах Російської імперії, де їх зараховували до регулярної російської армії. Під час прибуття балканців з освоюваних земель виселялися українці, яким давали півроку на переїзд ще далі на південь.
9 березня 1759 р. в Новій Сербії генерал-майор Йован Хорват утворив перший Болгарський гусарський полк, який був рухомою поселеною частиною, розташованою на Пслі та сформованою з парубків спеціально для участі у Семилітній війні. У полку служили болгари з України, а також болгари і неболгари — вихідці з Балкан, Угорщини, Волощини та Молдови. Вони розташовувалися в районі Миргорода у важких матеріальних умовах і часто дезертирували, як правило, на Запорозьку Січ. Через недокомплект (нестачу особового складу) 26 липня 1762 р. Болгарський полк влився у Македонський гусарський полк, який у травні 1761 р. відрядили на фронт, де він дійшов до польського Каліша. Македонський полк скасовано 13 травня 1763 р., а його склад розподілено між Молдавським і Сербським полками.
24 грудня 1776 р. в числі дев'ятьох полків, створених на території Азовської та Новоросійської губерній для захисту південних рубежів у зв'язку зі знищенням царською владою Запорозької Січі, з кадрів розпущених кавалерійських частин сформовано новий поселений Болгарський гусарський полк у складі шістьох ескадронів. 28 червня 1783 р. всі поселені гусарські полки було ліквідовано, а Болгарський полк разом із Сербським став Ольвіопольським гусарським полком.

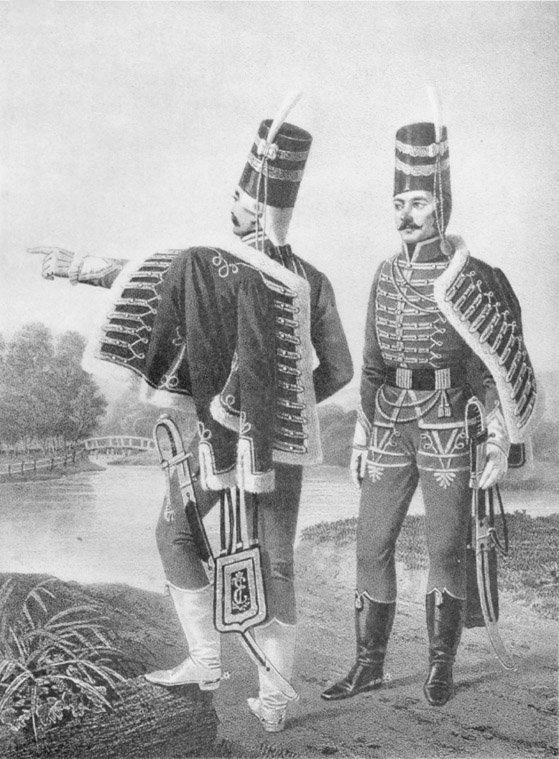
Штабс-офіцер і унтер-офіцер Болгарського гусарського полку, 1776-1783

## Однострій
Після відтворення в 1776 р. особовому складу полку належалося таке обмундирування (однакове для всіх польових і поселених гусарських полків): чорні ментики з жовтими шнурами, білі опанчі, чорні ківери з жовтою тасьмою, чорні чепраки з жовтою викладкою, чорні пояси з жовтими перехопленнями, чорні ташки, мідні ґудзики. Офіцерам приділялися парадні жовті чоботи. Індивідуальним для полку було коричневе забарвлення штанів («чакширів») і доломанів («дуламов»). Останні так само мали білі обшлаги і жовті шнурки.

## Герб
1776 року було затверджено герб полку: «Щит зі срібною смугою, діагонально поділений на дві частини; з них у верхній, зеленій, зображено три золоті хрести, а в нижній, червоній — три срібні півмісяці». 